# Формула-1 — Гран-прі Швейцарії 1950
Гран-прі Швейцарії 1950 (офіційно — Großer Preis der Schweiz für Automobile) — автоперегони чемпіонату світу з Формули-1, які відбулися 4 червня 1950 року. Гонка була проведена на трасі Бремгартен у Берні (Швейцарія). Це четвертий етап чемпіонату світу і десяте Гран-прі Швейцарії в історії. 
Переможцем гонки став італієць Джузеппе Фаріна (Альфа-Ромео). Друге місце посів Луїджі Фаджолі (Альфа-Ромео), а третє — Луї Розьє (Талбот-Лаго).
Чинним переможцем гонки був Альберто Аскарі, який у 1949 році виступав за команду Феррарі.

## Положення у чемпіонаті перед гонкою
| Особистий залік | Особистий залік | Особистий залік |
| Місце           | Пілот           | Очки            |
| --------------- | --------------- | --------------- |
| 1               | Джузеппе Фаріна | 9               |
| 2               | Луїджі Фаджолі  | 6               |
| 3               | Джонні Парсонс  | 9               |
| 4               | Луїджі Фаджолі  | 6               |
| 5               | Альберто Аскарі | 6               |
| Джерело:        |                 |                 |

## Учасники
| №        | Пілот               | Команда               | Конструктор | Шасі             | Двигун                  | Шини |
| -------- | ------------------- | --------------------- | ----------- | ---------------- | ----------------------- | ---- |
| 2        | Нелло Пагані        | Скудерія Акілле Варці | Мазераті    | 4CLT/48          | Maserati 4CLT 1.5 L4s   | P    |
| 4        | Джонні Клез         | Ecurie Belge          | Талбот-Лаго | T26C             | Talbot 23CV 4.5 L6      | D    |
| 6        | Ів Жиро-Кабанту     | Талбот-Лаго           | Талбот-Лаго | T26C-DA          | Talbot 23CV 4.5 L6      | D    |
| 8        | Ежен Мартен         | Талбот-Лаго           | Талбот-Лаго | T26C-DA          | Talbot 23CV 4.5 L6      | D    |
| 10       | Луї Розьє           | Талбот-Лаго           | Талбот-Лаго | T26C-DA          | Talbot 23CV 4.5 L6      | D    |
| 12       | Луїджі Фаджолі      | Альфа Ромео SpA       | Альфа Ромео | Alfa Romeo 158   | Alfa Romeo 158 1.5 L8s  | P    |
| 14       | Хуан-Мануель Фанхіо | Альфа Ромео SpA       | Альфа Ромео | Alfa Romeo 158   | Alfa Romeo 158 1.5 L8s  | P    |
| 16       | Джузеппе Фаріна     | Альфа Ромео SpA       | Альфа Ромео | Alfa Romeo 158   | Alfa Romeo 158 1.5 L8s  | P    |
| 18       | Альберто Аскарі     | Скудерія Феррарі      | Феррарі     | Ferrari 125      | Ferrari 125 F1 1.5 V12s | P    |
| 20       | Раймон Зоммер       | Скудерія Феррарі      | Феррарі     | Ferrari 166F2-50 | Ferrari 166 F2 2.0 V12  | P    |
| 22       | Луїджі Віллорезі    | Скудерія Феррарі      | Феррарі     | Ferrari 125      | Ferrari 125 F1 1.5 V12s | P    |
| 24       | Пітер Вайтгед       | Скудерія Феррарі      | Феррарі     | Ferrari 125      | Ferrari 125 F1 1.5 V12s | P    |
| 26       | Луї Широн           | Мазераті              | Мазераті    | Maserati 4CLT/48 | Maserati 4CLT 1.5 L4s   | P    |
| 28       | Франко Роль         | Мазераті              | Мазераті    | Maserati 4CLT/48 | Maserati 4CLT 1.5 L4s   | P    |
| 30       | Принц Біра          | Енріко Плате          | Мазераті    | Maserati 4CLT/48 | Maserati 4CLT 1.5 L4s   | P    |
| 32       | Туло де Граффенрід  | Енріко Плате          | Мазераті    | Maserati 4CLT/48 | Maserati 4CLT 1.5 L4s   | P    |
| 34       | Феліче Бонетто      | Скудерія Мілан        | Мазераті    | Maserati 4CLT/50 | Maserati 4CLT 1.5 L4s   | P    |
| 36       | Редж Пернелл        | Скудерія Амброзіана   | Мазераті    | Maserati 4CLT/48 | Maserati 4CLT 1.5 L4s   | P    |
| 38       | Руді Фішер          | Ecurie Espadon        | SVA-Фіат    | SVA 1500         | Fiat L4s                | P    |
| 40       | Тоні Бранка         | Скудерія Акілле Варці | Мазераті    | Maserati 4CL     | Maserati 4CL 1.5 L4s    | P    |
| 42       | Філіп Етанселен     | Філіп Етанселен       | Талбот-Лаго | Talbot-Lago T26C | Talbot 23CV 4.5 L6      | D    |
| 44       | Гаррі Шелл          | Ecurie Belge          | Талбот-Лаго | Talbot-Lago T26C | Talbot 23CV 4.5 L6      | D    |
| Джерело: |                     |                       |             |                  |                         |      |

## Кваліфікація

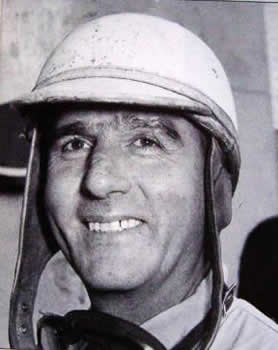
Джузеппе Фаріна посів перше місце

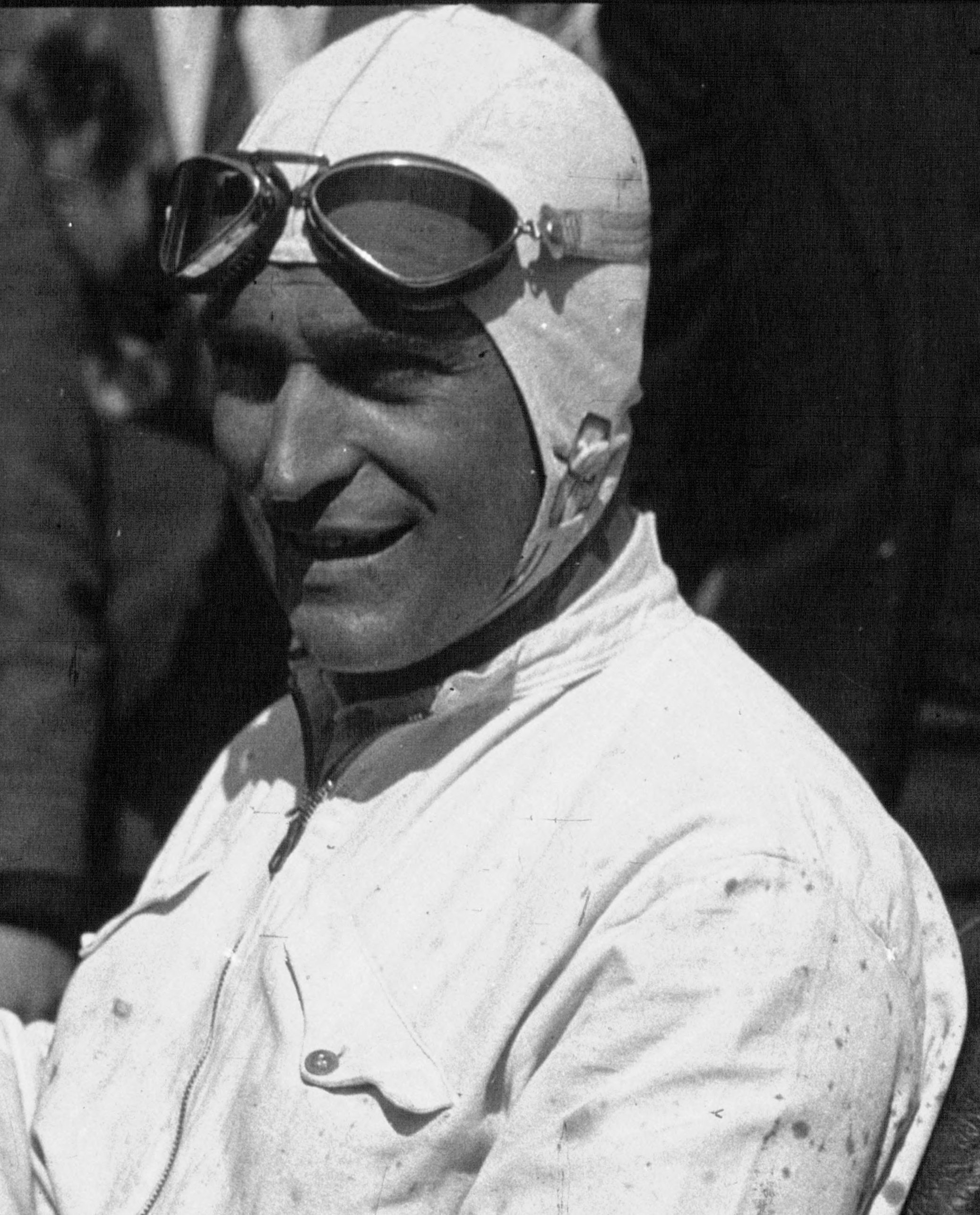
Луїджі Фаджолі посів друге місце

| Місце    | №  | Пілот               | Конструктор | Час    | Проміжок |
| -------- | -- | ------------------- | ----------- | ------ | -------- |
| 1        | 14 | Хуан-Мануель Фанхіо | Альфа Ромео | 2:42.1 | –        |
| 2        | 16 | Джузеппе Фаріна     | Альфа Ромео | 2:42.8 | + 0.7    |
| 3        | 12 | Луїджі Фаджолі      | Альфа Ромео | 2:45.2 | + 3.1    |
| 4        | 22 | Луїджі Віллорезі    | Феррарі     | 2:46.1 | + 4.0    |
| 5        | 18 | Альберто Аскарі     | Феррарі     | 2:46.8 | + 4.7    |
| 6        | 42 | Філіп Етанселен     | Талбот-Лаго | 2:51.1 | + 9.0    |
| 7        | 6  | Ів Жиро-Кабанту     | Талбот-Лаго | 2:52.7 | + 10.6   |
| 8        | 30 | Принц Біра          | Мазераті    | 2:53.2 | + 11.1   |
| 9        | 8  | Ежен Мартен         | Талбот-Лаго | 2:53.7 | + 11.6   |
| 10       | 10 | Луї Розьє           | Талбот-Лаго | 2:54.0 | + 11.9   |
| 11       | 32 | Туло де Граффенрід  | Мазераті    | 2:54.2 | + 12.1   |
| 12       | 34 | Феліче Бонетто      | Мазераті    | 2:54.6 | + 12.5   |
| 13       | 20 | Раймон Зоммер       | Феррарі     | 2:54.6 | + 12.5   |
| 14       | 4  | Джонні Клез         | Талбот-Лаго | 2:59.0 | + 16.9   |
| 15       | 2  | Нелло Пагані        | Мазераті    | 3:06.8 | + 24.7   |
| 16       | 26 | Луї Широн           | Мазераті    | 3:06.8 | + 24.7   |
| 17       | 40 | Тоні Бранка         | Мазераті    | 3:10.0 | + 27.9   |
| 18       | 44 | Гаррі Шелл          | Талбот-Лаго | 3:11.5 | + 29.4   |
| НПР      | 24 | Пітер Вайтгед       | Феррарі     | –      | –        |
| НПР      | 28 | Франко Роль         | Мазераті    | –      | –        |
| НПР      | 36 | Редж Пернелл        | Альфа Ромео | –      | –        |
| НПР      | 38 | Руді Фішер          | SVA-Фіат    | –      | –        |
| Джерело: |    |                     |             |        |          |

## Гонка
| Місце                                                                        | №  | Пілот               | Конструктор | Кола | Час/причина сходу | Старт | Очки |
| ---------------------------------------------------------------------------- | -- | ------------------- | ----------- | ---- | ----------------- | ----- | ---- |
| 1                                                                            | 16 | Джузеппе Фаріна     | Альфа Ромео | 42   | 2:02:53.7         | 2     | 9    |
| 2                                                                            | 12 | Луїджі Фаджолі      | Альфа Ромео | 42   | + 0.4             | 3     | 6    |
| 3                                                                            | 10 | Луї Розьє           | Талбот-Лаго | 41   | + 1 коло          | 10    | 4    |
| 4                                                                            | 30 | Принц Біра          | Мазераті    | 40   | + 2 кола          | 8     | 3    |
| 5                                                                            | 34 | Феліче Бонетто      | Мазераті    | 40   | + 2 кола          | 12    | 2    |
| 6                                                                            | 32 | Туло де Граффенрід  | Мазераті    | 40   | + 2 кола          | 11    |      |
| 7                                                                            | 2  | Нелло Пагані        | Мазераті    | 39   | + 3 кола          | 15    |      |
| 8                                                                            | 44 | Гаррі Шелл          | Талбот-Лаго | 39   | + 3 кола          | 18    |      |
| 9                                                                            | 26 | Луї Широн           | Мазераті    | 39   | + 3 кола          | 16    |      |
| 10                                                                           | 4  | Джонні Клез         | Талбот-Лаго | 38   | + 4 кола          | 14    |      |
| 11                                                                           | 40 | Тоні Бранка         | Мазераті    | 35   | + 7 кіл           | 17    |      |
| Схід                                                                         | 14 | Хуан-Мануель Фанхіо | Альфа Ромео | 32   | Двигун            | 1     |      |
| Схід                                                                         | 42 | Філіп Етанселен     | Талбот-Лаго | 25   | Коробка передач   | 6     |      |
| Схід                                                                         | 8  | Ежен Мартен         | Талбот-Лаго | 19   | Аварія            | 9     |      |
| Схід                                                                         | 20 | Раймон Зоммер       | Феррарі     | 19   | Підвіска          | 13    |      |
| Схід                                                                         | 22 | Луїджі Віллорезі    | Феррарі     | 9    | Двигун            | 4     |      |
| Схід                                                                         | 18 | Альберто Аскарі     | Феррарі     | 4    | Витік масла       | 5     |      |
| Схід                                                                         | 6  | Ів Жиро-Кабанту     | Талбот-Лаго | 0    | Аварія            | 7     |      |
| Найшвидше коло: Джузеппе Фаріна (Альфа Ромео) — 2:41.6, поставлене на 8 колі |    |                     |             |      |                   |       |      |
| Джерело:                                                                     |    |                     |             |      |                   |       |      |

## Положення в чемпіонаті після гонки
| Особистий залік \| Поз \| Пілот \| Очки \| \| --- \| ------------------- \| ---- \| \| 1 \| Ніно Фаріна \| 18 \| \| 2 \| Луїджи Фаджолі \| 12 \| \| 3 \| Хуан-Мануель Фанхіо \| 9 \| \| 4 \| Джонні Парсонс \| 9 \| \| 5 \| Альберто Аскарі \| 6 \| |                     |      |
| Поз | Пілот               | Очки |
| 1 | Ніно Фаріна         | 18   |
| 2 | Луїджи Фаджолі      | 12   |
| 3 | Хуан-Мануель Фанхіо | 9    |
| 4 | Джонні Парсонс      | 9    |
| 5 | Альберто Аскарі     | 6    |